# Pithos

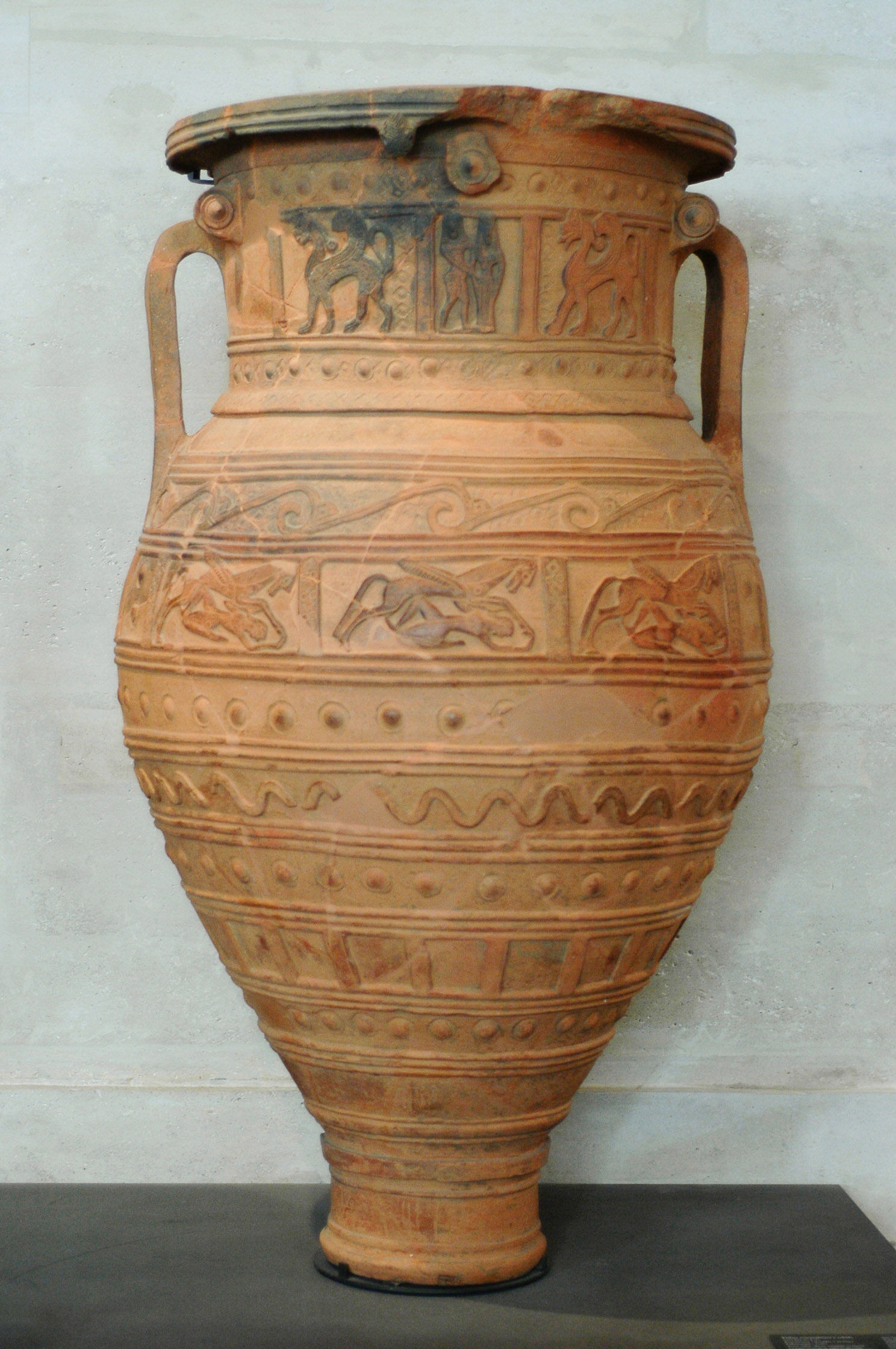
Un pithos de 675 av.J.-C. environ, provenant de Crète. Musée du Louvre.

Un pithos (πίθος) (pluriel pithoi) est un type de grande céramique grecque antique, une profonde jarre ayant une base plus ou moins étroite. Le pithos est utilisé pour stocker des denrées issues de l'agriculture en Grèce antique comme des céréales et des liquides. Le moût de raisin pressé était stocké dans les pithoi pour y fermenter. On recueillait les débris de fermentation à son embouchure, puis on le fermait jusqu'à la fin de l'hiver, à Athènes à l'occasion de la fête des Anthestéries (le premier de ces trois jours de fêtes était nommé Pithoigia, c'est-à-dire « ouverture des jarres »). Le vin était alors prélevé et mis en amphore. 
Ces grandes poteries, lorsqu'elles comportent des décors à reliefs ont été, pour l'essentiel, produites par des ateliers insulaires du VIIIe au VIe siècle. Les potiers travaillaient sur place et les vases pouvaient être transportés par bateau. Mais les potiers pouvaient aussi pratiquer en tant qu'ateliers itinérants, sur la terre ferme. Les pithoï avaient, à cette époque, une triple destination : domestique, votive et funéraire. Stockés dans les sous-sols des maisons, ils servaient souvent de réservoir d'eau de pluie, surtout dans les îles. On les utilisait habituellement pour conserver le vin, l'huile, le grain, la farine, des raisins ou d'autres denrées. Mais ils servaient aussi d'« emballage » pour la céramique fine, dans les transports par bateau. Les pithoï antiques sont construits en assemblant, sur une base, deux à trois anneaux pour le corps et un pour le col. Cela nécessite donc plusieurs tours. Les anses faites à la main sont ajustées ensuite.
Le coût élevé d'un pithos (de 30 à 50 drachmes, c'est-à-dire un à deux mois de salaire d'un ouvrier à l'époque) s'explique, non par la matière première utilisée, mais par la grande qualité de leur fabrication, indispensable compte tenu du fait qu'ils étaient souvent enterrés pour assurer une température constante au produit stocké. Cette caractéristique explique qu'ils constituent une part non négligeable des transactions foncières auxquelles ils étaient associés : les pithoi étaient vendus avec la maison.
L'utilisation de ces pithoi s'est poursuivie jusqu'à la deuxième moitié du XXe siècle : Marie-Claire Amouretti, historienne des techniques en Grèce antique, dit ainsi avoir « rencontré, dans les années soixante, des fabricants de vase qui restaient une semaine dans une région isolée et installaient plusieurs tours le long d'un fossé, en particulier pour fabriquer des pithoi ».
Le philosophe cynique Diogène de Sinope est connu pour avoir vécu dans un pithos.